# Поли
Поли (итал. Poli) — коммуна в Италии, располагается в провинции Рим региона Лацио.
Население составляет 15 422 человека (на 2004 год), плотность населения составляет 103 чел./км². Занимает площадь 21 км². Почтовый индекс — 010. Телефонный код — 06.
Покровителем населённого пункта считается Великомученик Евстафий (Sant’Eustachio). Праздник ежегодно празднуется 20 сентября.
В 1655 году здесь родился Пьетро Микеланджело деи Конти (будущий папа римский Иннокентий XIII), а в 1940-м — кардинал Агостино Валлини.